# Nguyễn Ngọc Tuấn
Nguyễn Ngọc Tuấn (14 tháng 8 năm 1958  –  16 tháng 1 năm 2024), là Thiếu tướng Công an nhân dân Việt Nam. Ông nguyên là Phó Cục trưởng Cục Cảnh sát giao thông, Bộ Công an.

## Tiểu sử
Đồng chí Thiếu tướng Nguyễn Ngọc Tuấn, sinh ngày 14/8/1958, quê quán: xã Thuần Hưng, huyện Khoái Châu, tỉnh Hưng Yên
Tháng 7 năm 2015, Nguyễn Ngọc Tuấn cùng với Nguyễn Hữu Dánh là hai Phó Cục trưởng Cục Cảnh sát giao thông, Bộ Công an (Việt Nam) được Chủ tịch nước Việt Nam phong quân hàm Thiếu tướng Công an nhân dân Việt Nam.
Ngày 10 tháng 8 năm 2018, trong đợt tái cấu trúc ngành Công an, Thiếu tướng Nguyễn Ngọc Tuấn được tiếp tục bổ nhiệm giữ nguyên chức vụ Phó Cục trưởng Cục Cảnh sát giao thông, Bộ Công an (Việt Nam) dưới quyền tân Cục trưởng là Thiếu tướng Vũ Đỗ Anh Dũng.
Năm 2019 Thiếu tướng Nguyễn Ngọc Tuấn nghỉ hưu theo chế độ. Ông qua đời ngày 16 tháng 1 năm 2024, tại Hà Nội.